# 弗拉基米尔·斯托亚诺夫
弗拉基米尔·斯托亚诺夫（转写：Vladimir Stoyanov，1969年—），保加利亚歌剧男中音。
斯托亚诺夫生于佩尔尼克，他的父母并非音乐家，父亲是律师，母亲是护士。小时候，斯托亚诺夫在镇上的唱诗班里唱歌，从此开始了歌唱生涯。1989年，斯托亚诺夫从首都索菲亚的柳博米尔·皮普科夫音乐高级中学毕业。1993年，斯托亚诺夫在布尔加斯歌剧院完成了自己的歌剧处女秀。1995年，他又在索菲亚的潘乔·弗拉季格罗夫国立音乐学院拿到毕业文凭。随后，他前往米兰，在斯卡拉剧院学院师从玛格达·奥利维罗。离开米兰之后，他在普罗夫迪夫歌剧院驻唱三年。1999年起，他转为独立歌唱家。
他在意大利的首演是在那不勒斯圣卡洛剧院演出《麦克白》。那时原定的演员因故不能出演，斯托亚诺夫受邀顶替。后来他还登上了米兰斯卡拉剧院的舞台，演出《命运之力》。斯托亚诺夫经常出演《茶花女》中的父亲热尔蒙。他首次扮演热尔蒙是在维罗纳竞技场，当时是竞技场第89乐季的开场演出。他还曾在巴黎、巴塞罗那、巴伦西亚、北京等地演出。